# Josep Adset i Prunera
Josep Adset i Prunera (Santa Coloma de Queralt, 8 de novembre de 1843 – Barcelona, 6 de novembre de 1892)va ser un activista de l'anarquisme català.
És promotor i primer secretari de la Societat de Teixidors Colomins, entitat de caràcter protector que aprova els seus reglaments els 16 de juny de 1871. Santiago Bocanegra Vaquero apunta que també va treballar com a picapedrer a la seva vila natal.
Adset és membre de la Federació Regional Espanyola de l’Associació Internacional de Treballadors. Ubicat a Barcelona des d’una data desconeguda, treballa en la propaganda dels ideals anarquistes a través de les publicacions El Orden i El Municipio Libre. També va ser un dels fundadors, així com el primer administrador, del diari El Productor, publicat entre 1887 i 1893.
Segons Bocanegra, va oposar-se als acords presos en el V Congrés de València de la Federació de Treballadors de la Regió Espanyola, en la qual s'acorda substituir aquesta entitat per l’Organització Anarquista de la Regió Espanyola. Fruit d’aquestes desavinences, va limitar el seu activisme a l’àmbit barceloní.